# Dã Tốc Chân
Ý phi Dã Tốc Chân (Hangul: 야속진, chữ Hán: 也速真; ? – 1316) là một người vợ của vua Trung Tuyên Vương, vị vua thứ 26 của Cao Ly. Bà đến từ Mông Cổ nhưng không xuất thân từ hoàng gia nhà Nguyên.
Bà là mẹ của Trung Túc Vương, vua thứ 27 của Cao Ly. Bà mất tại Mông Cổ (1316) và được đem về Cao Ly chôn cất, táng tại Diên lăng (衍陵), được truy thụy là Ý phi (妃嬪).

## Con cái
1. Quảng Lăng quân Vương Giám (광릉군 왕감; ? – 1310), mất sớm, truy phong Thế tử.
2. Trung Túc Vương (1294 – 1339).